# Liam McGeary
Liam McGeary (King's Lynn, 4 de outubro de 1982) é um lutador inglês de artes marciais mistas, que atualmente compete no Peso Meio Pesado do Bellator MMA. Ele é o primeiro britânico a ter um cinturão de uma grande organização de MMA. O cinturão foi perdido para o norte americano Phil Davis, no Bellator 163.

## Carreira no MMA

### Começo da carreira
McGeary começou a treinar artes marciais mistas em 2009, e manteve um cartel amador de 1–1 antes de fazer sua estréia profissional em 2010. Ele venceu as primeiras duas lutas da carreira profissional por finalização com uma chave de braço e então anotou uma vitória por nocaute antes de assinar com o Bellator MMA.

### Bellator MMA
Em sua estréia no Bellator, McGeary enfrentou Anton Talamantes no Bellator 95 em 4 de Abril 2013 e ganhou por nocaute técnico aos 78 segundos do primeiro round.
Em sua aparição seguinte na organização no Bellator 100 em 20 de Setembro de 2013, enfrentando Beau Tribolet e venceu por nocaute em apenas 27 segundos de luta.
McGeary enfrentou Najim Wali em 15 de Novembro de 2013 no Bellator 108. Ele venceu por finalização com uma chave de braço no começo do primeiro round.
No verão de 2014, McGeary foi anunciado como participante do Torneio de Verão dos Meio Pesados do Bellator. Ele enfrentou Mike Mucitelli nas quartas de final no Bellator 118 e venceu por nocaute no primeiro round. Depois, no Bellator 122, ele enfrentou Egidijus Valavicius nas semifinais, ele venceu a luta por nocaute técnico no primeiro round. McGeary enfrentou Kelly Anundson na final no Bellator 124 em 12 de Setembro de 2014. Ele venceu a luta por finalização com um triângulo invertido no primeiro round.
McGeary enfrentou Emanuel Newton valendo seu Cinturão Meio Pesado do Bellator em 27 de Fevereiro de 2015 no Bellator 134. Ele venceu a luta por decisão unânime para se tornar o novo Campeão Meio Pesado do Bellator. Durante a luta, McGeary tentou diversas finalizações e quase finalizou Newton no primeiro e terceiro round com um triângulo. Ao todo, foram 11 tentativas de finalização, quebrando o recorde da história do Bellator.

## Títulos
- Bellator MMA
  - Cinturão Meio Pesado do Bellator (Uma vez)
  - Vencedor do Torneio de Meio Pesados da Temporada de Verão do Bellator

## Cartel no MMA
| Cartel no MMA   |             |            |
| 14 lutas        | 11 vitórias | 3 derrotas |
| Por nocaute     | 5           | 1          |
| Por finalização | 5           | 1          |
| Por decisão     | 1           | 1          |

| Res.    | Cartel | Oponente            | Método                               | Evento                                  | Data       | Round | Tempo | Local                       | Notas                                                   |
| ------- | ------ | ------------------- | ------------------------------------ | --------------------------------------- | ---------- | ----- | ----- | --------------------------- | ------------------------------------------------------- |
| Derrota | 13-4   | Phil Davis          | Nocaute Técnico (lesão)              | Bellator 220: MacDonald vs. Fitch       | 27/04/2019 | 3     | 4:11  | São José, California        |                                                         |
| Vitória | 13-3   | Muhammad Lawal      | Nocaute Técnico (socos)              | Bellator 213: Macfarlane vs. Letourneau | 15/12/2018 | 3     | 0:53  | Honolulu, Havaí             |                                                         |
| Derrota | 12-3   | Vadim Nemkov        | Nocaute Técnico (chute na perna)     | Bellator 194: Mitrione vs. Nelson II    | 16/02/2018 | 3     | 4:02  | Uncasville, Connecticut     |                                                         |
| Derrota | 12-2   | Linton Vassell      | Finalização (triângulo de braço)     | Bellator 179: MacDonald vs. Daley       | 19/05/2017 | 3     | 2:28  | Londres                     |                                                         |
| Vitória | 12-1   | Brett McDermott     | Nocaute Técnico (interrupção médica) | Bellator 173                            | 24/02/2017 | 2     | 1:06  | Belfast                     |                                                         |
| Derrota | 11-1   | Phil Davis          | Decisão (unânime)                    | Bellator 163                            | 04/11/2016 | 5     | 5:00  | Uncasville, Connecticut     | Perdeu o Cinturão Meio Pesado do Bellator.              |
| Vitória | 11-0   | Tito Ortiz          | Finalização (triângulo invertido)    | Bellator 142 - Dynamite                 | 19/09/2015 | 1     | 4:41  | San Jose, Califórnia        | Defendeu o Cinturão Meio Pesado do Bellator.            |
| Vitória | 10-0   | Emanuel Newton      | Decisão (unânime)                    | Bellator 134                            | 27/02/2015 | 5     | 5:00  | Uncasville, Connecticut     | Ganhou o Cinturão Meio Pesado do Bellator.              |
| Vitória | 9-0    | Kelly Anundson      | Finalização (triângulo invertido)    | Bellator 124                            | 12/09/2014 | 1     | 4:47  | Plymouth Township, Michigan | Final do Torneio da Temporada de Verão 2014.            |
| Vitória | 8-0    | Egidijus Valavicius | Nocaute Técnico (joelhadas e socos)  | Bellator 122                            | 25/07/2014 | 1     | 2:10  | Temecula, California        | Semifinal do Torneio da Temporada de Verão 2014.        |
| Vitória | 7-0    | Mike Mucitelli      | Nocaute (soco)                       | Bellator 118                            | 02/05/2014 | 1     | 0:22  | Atlantic City, New Jersey   | Quartas de Final do Torneio da Temporada de Verão 2014. |
| Vitória | 6-0    | Najim Wali          | Finalização (chave de braço)         | Bellator 108                            | 15/11/2013 | 1     | 1:31  | Atlantic City, New Jersey   |                                                         |
| Vitória | 5-0    | Beau Tribolet       | Nocaute (soco)                       | Bellator 100                            | 20/09/2013 | 1     | 0:27  | Phoenix, Arizona            |                                                         |
| Vitória | 4-0    | Anton Talamantes    | Nocaute Técnico (cotovelada e socos) | Bellator 95                             | 04/04/2013 | 1     | 1:18  | Atlantic City, New Jersey   |                                                         |
| Vitória | 3-0    | Walter Howard       | Nocaute (soco)                       | Ring of Combat 41                       | 15/06/2012 | 2     | 0:41  | Atlantic City, New Jersey   | Peso Casado (202 lbs).                                  |
| Vitória | 2-0    | Shaun Lomas         | Finalização (chave de braço)         | Island Rumble 3: Ballistic              | 15/10/2011 | 1     | 1:16  | Fort Regent                 |                                                         |
| Vitória | 1-0    | Grzegorz Janus      | Finalização (chave de braço)         | Battle of Jersey                        | 08/05/2010 | 3     | 4:45  | Saint Helier                |                                                         |